# T. Vincent Quinn
Thomas Vincent Quinn (ur. 16 marca 1903 w Flushing w Queens, zm. 1 marca 1982 w Venice) – amerykański polityk, członek Partii Demokratycznej.

## Działalność polityczna
W okresie od 3 stycznia 1949 do rezygnacji 30 grudnia 1951 przez dwie kadencje był przedstawicielem 5. okręgu wyborczego w stanie Nowy Jork w Izbie Reprezentantów Stanów Zjednoczonych.